# هو، غنا

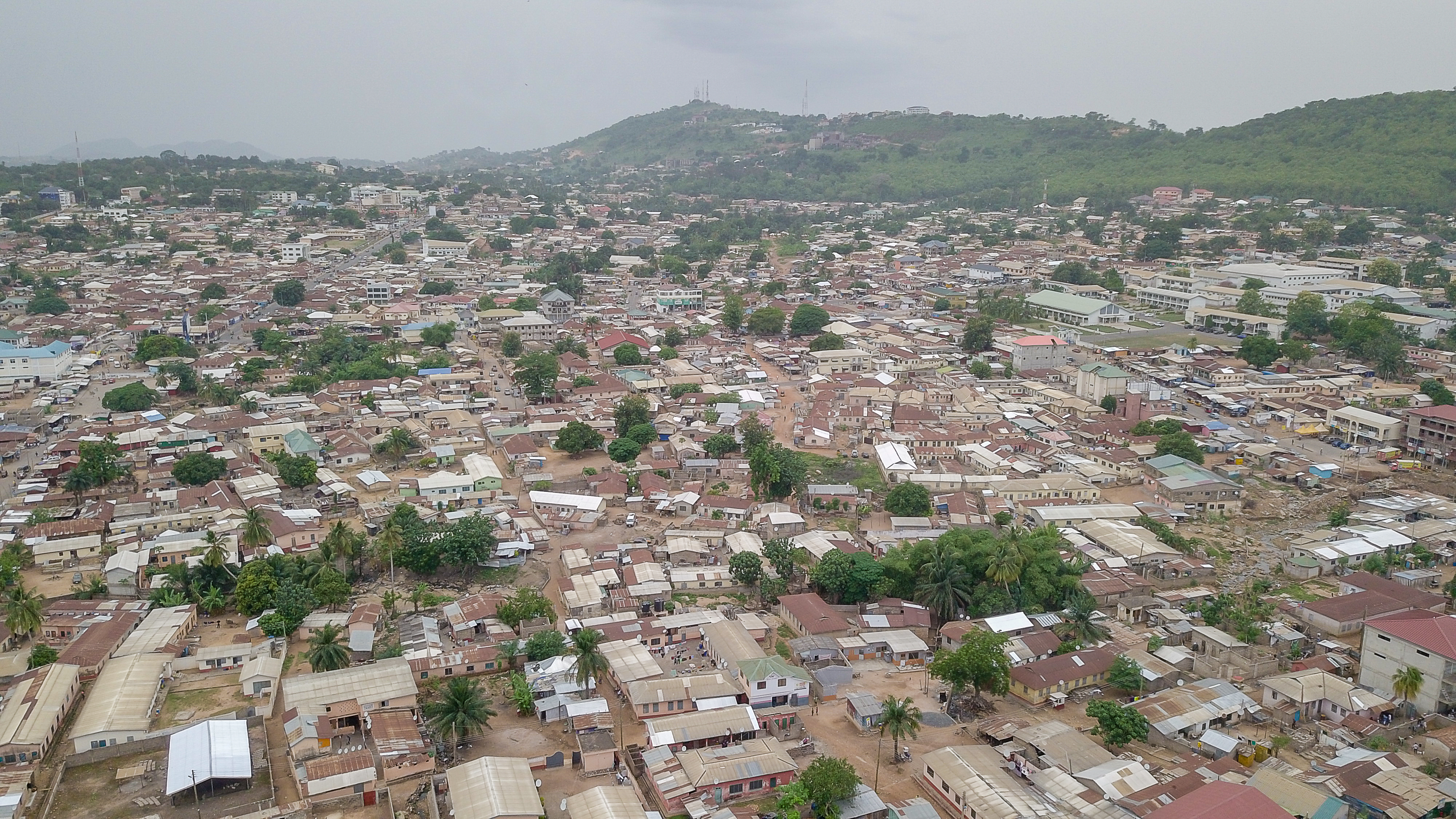
هو، غنا

هو٬ غنا (به لاتین: Ho, Ghana) یک شهر در غنا است که در استان ولتا واقع شده‌است.

## خصوصیات
هو٬ غنا ۹۶٬۲۱۳ نفر جمعیت دارد و ۱۵۰ متر بالاتر از سطح دریا واقع شده‌است.